# Dinoterb
Dinoterb ist eine chemische Verbindung aus der Gruppe der Dinitrophenole.

## Eigenschaften
Dinoterb ist ein brennbarer Feststoff, welcher in Wasser schlecht löslich ist. Er zersetzt sich beim Erhitzen vor dem Erreichen seines Siedepunktes.

## Verwendung
Dinoterb wurde als Herbizid und Rodentizid eingesetzt. Es wurde 1963 von Pepro (später Teil der Firma Rhône-Poulenc) entwickelt und eingeführt.

## Zulassung
Der Einsatz von Dinoterb wurde basierend auf einer Entscheidung der EU im Jahr 1997 verboten.
In den EU-Staaten wie Deutschland und Österreich sowie in der Schweiz ist kein Pflanzenschutzmittel mit diesem Wirkstoff zugelassen.